# کنجی اوچیدا (کارگردان فیلم)
کنجی اوچیدا (انگلیسی: Kenji Uchida؛ زادهٔ ۱۹۷۲ (۵۲–۵۳ سال)) کارگردان فیلم، و فیلم‌نامه‌نویس اهل ژاپن است.
وی همچنین برندهٔ جوایزی همچون جایزه فیلم‌های ورزشی نیکان برای بهترین کارگردان شده‌است.